# Impey River
Impey River är ett vattendrag i Australien. Det ligger i delstaten Western Australia, omkring 570 kilometer norr om delstatshuvudstaden Perth.
Omgivningarna runt Impey River är i huvudsak ett öppet busklandskap. Trakten runt Impey River är nära nog obefolkad, med mindre än två invånare per kvadratkilometer. Genomsnittlig årsnederbörd är 258 millimeter. Den regnigaste månaden är juni, med i genomsnitt 53 mm nederbörd, och den torraste är oktober, med 2 mm nederbörd.